# Lap dance

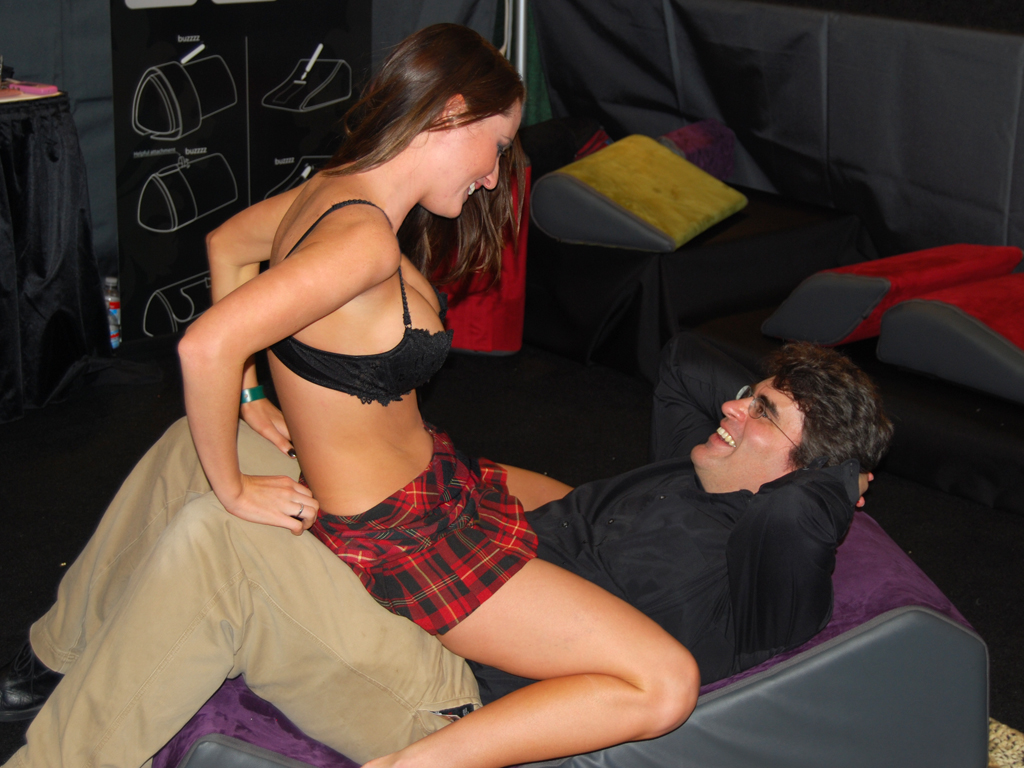
Une femme effectue un lap dance à un homme.

Le lap dance, qu'on peut traduire par « danse dans le giron », ou danse-contact au Canada francophone, est une forme particulière de danse érotique offerte dans certains strip clubs (ou boîtes de nuit) dans lesquels une personne est assise et une autre danse en contact avec elle ou à proximité.
Selon la juridiction locale et le niveau de tolérance de la communauté, le lap dance peut prendre des formes diverses.

## Origine
Le terme et la réalité qu'il désigne sont nés aux États-Unis. Le pionnier est le Melody Theater de New York qui, au cours des années 70, a eu l'idée de strip show avec participation du public à la fois sur scène et hors de la scène.

## Encadrement
Un cadre législatif a été mis en place dans les différents pays pour éviter les dérives du lap dance en prostitution.
Aux États-Unis ce sont les autorités locales qui dictent les lois en la matière, par exemple San Francisco est ainsi plus libérale que New York concernant le lap dance.
Au Canada, une loi uniforme prévaut. Pour justifier la liberté en cette matière, on se réfère à un jugement de la Cour suprême du Canada. Il s'agit de l'Arrêt Pelletier (1999).

## Études
Dans les différents pays où il se pratique, le lap dance a été l'objet d'études. En Grande-Bretagne, Julie Bindel a fait une étude exhaustive. Au Canada, Shirley Lacasse en est arrivée à la conclusion que la logique marchande prédomine.
Geoffrey Miller, Joshua M. Tybura et Brent D. Jordana du département de psychologie de l'université du Nouveau-Mexique à Albuquerque, ont publié en juin 2007 une étude intitulée Effets du cycle ovarien sur le montant des pourboires des danseuses de Lap Dance ; une preuve économique de l'œstrus humain. Le but de cette étude était de voir si au cours de son évolution, l'espèce humaine n'avait pas perdu l'œstrus, c'est-à-dire la plus grande attractivité d'une femelle durant les périodes où elle est fécondable.
L'étude, basée sur l'examen de plus de 5 000 danses, a montré une relation statistiquement significative entre les périodes d'œstrus des danseuses et le montant de pourboires qu'elles percevaient.
Ces trois chercheurs ont reçu une parodie du Prix Nobel, le Prix Ig Nobel d'Économie de 2008,.